# Lector sense connexió
Un lector sense connexió o navegador fora de línia, és un programa que descarrega el correu electrònic, missatges de grups de notícies o pàgines i llocs web, perquè estiguin disponibles quan l'equip està sense connexió (offline ), és a dir, no connectat a Internet. Els lectors sense connexió són útils per als ordinadors portàtils i connexions per línia commutada o amb limitació de descàrrega (com la banda ampla mòbil ).

## Variants

### Webzip
El programa Webzip permet la descàrrega d'una còpia de tota una pàgina web al disc dur local per a la navegació fora de línia. De fet, la còpia descarregada serveix com un mirall del lloc original. En alguns casos l'usuari pot decidir quines pàgines vol que es descarreguin per al visionat offline (com poden ser les últimes navegades o aquelles en què es troba el navegador en el moment en què s'apaga l'equip).
Els programes rastrejadors web, com Wget, també es poden utilitzar per generar un lloc mirall.

## Llista
| Nom                | Editor                               | Llicència              | Plataforma                | Lloc web |
| ------------------ | ------------------------------------ | ---------------------- | ------------------------- | -------- |
| Webzip             | Spidersoft                           | Shareware              | Windows                   | [ 2 ]    |
| BackStreet Browser | Spadix software                      | Shareware              | Windows                   | [ 3 ]    |
| HTTrack            | HTTrack.com                          | Freeware               | Windows, Linux, OSX, Unix | [ 4 ]    |
| NCollector Studio  | Calluna Software                     | Shareware              | Windows                   | [ 5 ]    |
| Offline Browser    | MetaProducts                         | Shareware              | Windows                   | [ 6 ]    |
| PageNest           | pagenest.com                         | Freeware o de pagament | Windows                   | [ 7 ]    |
| ScrapBook          | Mozilla Add-ons                      | Freeware               | Transplatforma            | [ 8 ]    |
| Teleport           | Tennyson Maxwell Information Systems | Shareware              | Windows                   | [ 9 ]    |
| WebCopier          | Maximumsoft                          | Shareware              | Windows                   | [ 10 ]   |
| Xaldon WebSpider   | Xaldon Technologies                  | Freeware               | Windows                   | [ 11 ]   |